# No Fixed Address
No Fixed Address – ósmy studyjny album kanadyjskiej grupy muzycznej Nickelback. Album ukazał się 17 listopada 2014 roku nakładem wytwórni fonograficznej Republic Records. Album został zapowiedziany singlem "Edge of a Revolution", który został opublikowany 18 sierpnia 2014 roku.

## Zapowiedź
Podczas wywiadu z Chadem Kroegerem dla kanadyjskiej stacji CFOX-FM, Chad zapowiedział, że zespół wyda ich nowy album pod koniec 2014 roku. Nowy singiel został również wtedy zapowiedziany pod nazwą "Revolution" a jego ujawnienie nastąpi w sierpniu 2014. Chad również wspomniał wtedy, że prawdopodobna nazwa nowego albumu będzie nosiła No Fixed Address.
22 sierpnia 2014 roku, Nickelback za pomocą Twittera ujawnił zapowiedzianą wcześniej nazwę albumu oraz listę wszystkich utworów w nim zawartych.
Inspiracją dla nazwy nowego albumu był fakt, że utwory były nagrywane w różnych miejscach, różnych studiach.

## Single
Pierwszy singiel zespołu został zatytułowany "Edge of a Revolution" i został wydany 19 sierpnia. Drugim singlem został utwór ''What Are You Waiting For''. Zaś trzecim singlem, i zarazem pierwszym po wydaniu krążka jest utwór ''Million Miles An Hour''.

## Lista utworów
Lista utworów nowego albumu została ujawniona 22 sierpnia 2014 roku.
| Nr  |  | Tytuł                                           | Tekst        | Muzyka     | Długość |
| --- |  | ----------------------------------------------- | ------------ | ---------- | ------- |
| 1.  |  | "Million Miles An Hour"                         | Chad Kroeger | Nickelback | 4:10    |
| 2.  |  | "Edge Of A Revolution''                         | Chad Kroeger | Nickelback | 4:03    |
| 3.  |  | "What Are You Waiting For?"                     | Chad Kroeger | Nickelback | 3:38    |
| 4.  |  | "She Keeps Me Up"                               | Chad Kroeger | Nickelback | 3:57    |
| 5.  |  | "Make Me Believe Again"                         | Chad Kroeger | Nickelback | 3:33    |
| 6.  |  | "Satellite"                                     | Chad Kroeger | Nickelback | 3:57    |
| 7.  |  | "Get 'Em Up"                                    | Chad Kroeger | Nickelback | 3:53    |
| 8.  |  | "The Hammer's Coming Down"                      | Chad Kroeger | Nickelback | 4:24    |
| 9.  |  | "Miss You"                                      | Chad Kroeger | Nickelback | 4:02    |
| 10. |  | "She's Got Me Runnin' 'Round" (wraz z Flo Rida) | Chad Kroeger | Nickelback | 4:05    |
| 11. |  | "Sister Sin"                                    | Chad Kroeger | Nickelback | 3:25    |
|     |  |                                                 |              |            |         |

## Twórcy
Nickelback
- Chad Kroeger – śpiew, gitara rytmiczna, produkcja
- Ryan Peake – gitara prowadząca, wokal wspierający
- Mike Kroeger – gitara basowa
- Daniel Adair – perkusja